# Hynobius amjiensis
Espèce
Statut de conservation UICN

 CR B1ab(iii)+2ab(iii) : 
En danger critique
Statut CITES
Hynobius amjiensis est une espèce d'urodèles de la famille des Hynobiidae.

## Répartition
Cette espèce est endémique du Zhejiang en Chine. Elle se rencontre dans le xian d'Anji dans la préfecture de Huzhou à 1 300 m d'altitude dans le Longwangshan.

## Description
Hynobius amjiensis mesure de 153 à 166 mm de longueur totale.

## Étymologie
Son nom d'espèce, composé de amji et du suffixe latin -ensis, « qui vit dans, qui habite », lui a été donné en référence au lieu de sa découverte, le xian d'Anji.

## Publication originale
- Gu, 1992 : A new species of Hynobius Hynobius amjiensis. Animal Science Research: A Symposium Issued to Celebrate the 90th Birthday of the Professor Mangven Ly Chang. Chinese Forestry Press, Beijing, China, p. 39-43.